# Walter (azienda)
Josef Walter und Co. GmbH Motorfahrzeugfabrik fu un'industria cecoslovacca di veicoli a motore di Praga.
Fondata nel 1911 nell'ancora impero austro-ungarico da Josef Walter (1873–1950), produceva originariamente biciclette e motociclette, nonché automobili dal 1913.
Fino allo scoppio della Grande Guerra le vetture Walter parteciparono a diverse competizioni sportive.
Suoi veicoli furono esportati in tutta Europa, Russia compresa.
Produsse su licenza fino al 1946 quando fu statalizzata dalla Cecoslovacchia socialista.

## Storia

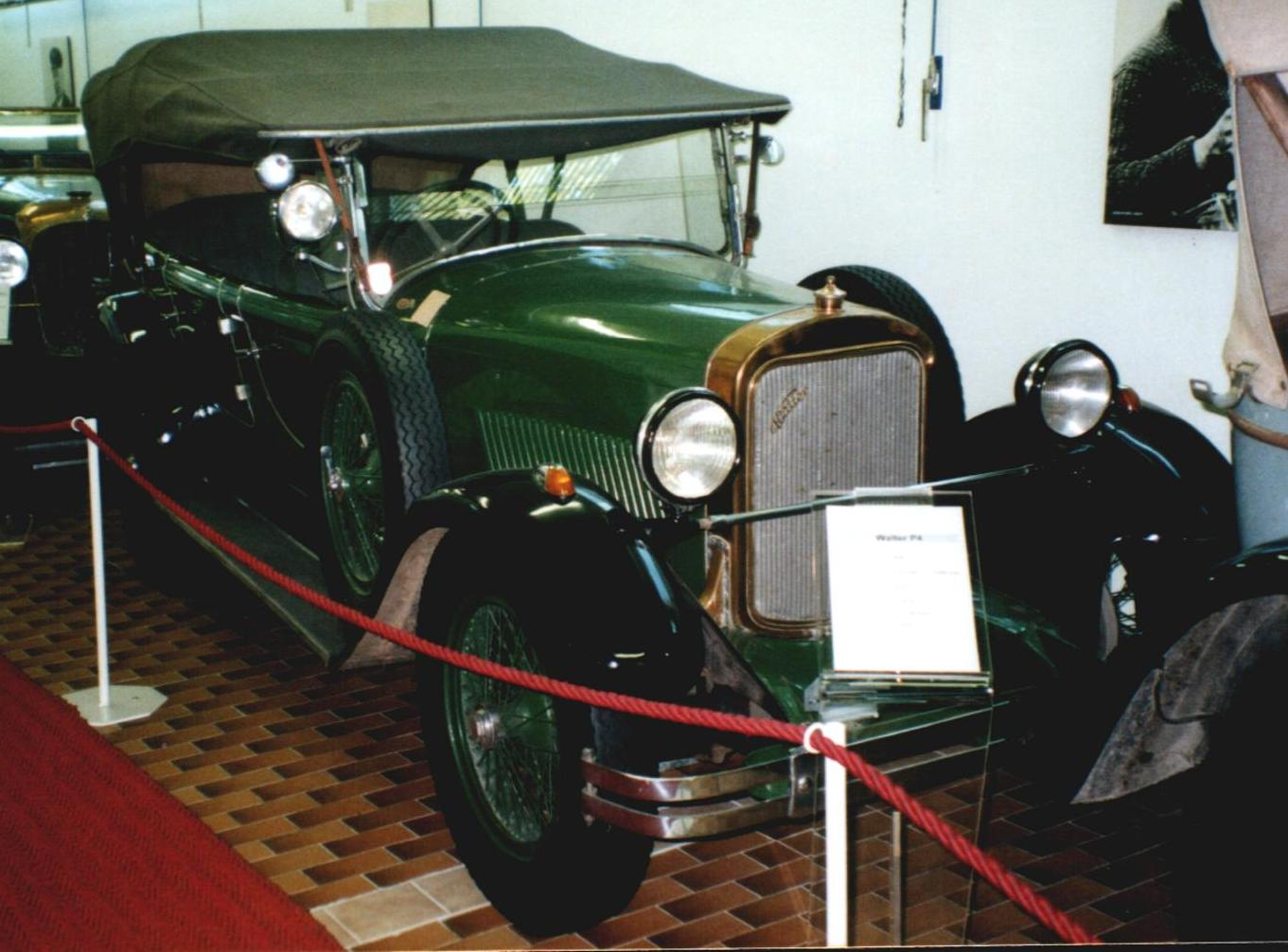
Walter P IV del 1928

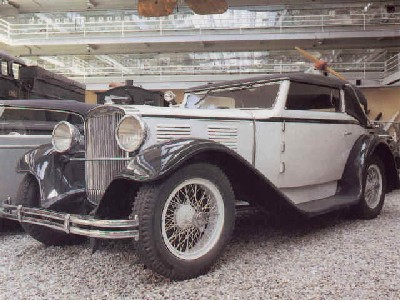
Walter Standard 6 del 1930

### Gli inizi dell'azienda, le motociclette
La prima motocicletta fu una monocilindrica di 200 cm³ e 1,5 HP di potenza. La seconda ebbe premi alla Prager Industrieausstellung con la medaglia d'argento. Iniziò quindi una produzione serie, con la costruzione nel 1905 di una officina moderna e ufficio tecnico. Con il successo della monocilindrica si affiancò più tardi una bicilindrica e altri tipi di veicoli con seduta, tipo triciclo. Le motociclette vinsero in diverse gare. Vennero esportate in tutta Europa.

### Automobili
Nel 1909 Josef Walter costruì la sua prima automobile, un triciclo con motore bicilindrico raffreddato ad aria di 1.000 cm³ e 8HP di potenza. Un secondo modello di 1,2 litri di cilindrata e 12 HP di potenza venne in seguito. Tra il 1910 e il 1913 ne furono costruiti 900.
Nel 1913 venne costruita la prima automobile W-III o anche Einheitstyp (Tipo Uno) con un motore quattro cilindri di 26 HP di potenza, con quattro posti a sedere e ruota di scorta. La velocità massima era di 90 km/h. Seguirono i modelli W-II 18/20 HP e W-I 14 HP. Appena prima di iniziare la produzione di automobili, la Walter fu istituita ufficialmente come Josef Walter und Co. GmbH Motorfahrzeugfabrik a Jinonice (Praga-Jinozitz). Con l'avvento della prima guerra mondiale la fabbrica chiuse per danneggiamenti e riaprì nel 1919.

### Nuovo inizio, motori aeronautici, automobili, autocarri e bus su licenza

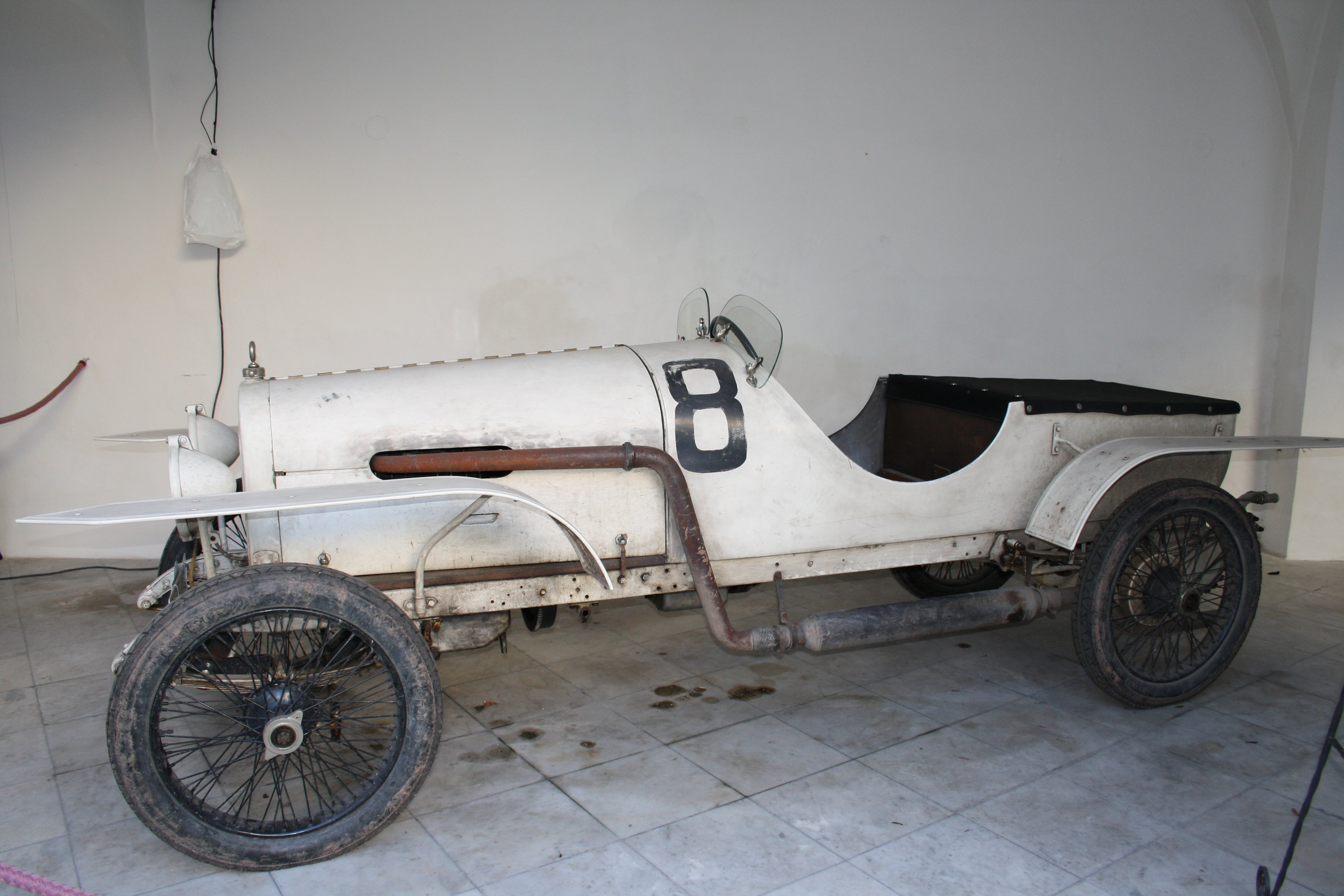
Walter WZ-Rennwagen 1923

Come nuovo modello viene creata l'auto da corsa WZ (Walter-Zubaty) con motore di 18 HP e uno modello da 20 HP a valvole in testa. Nel 1923 viene costruita la WIZI 8/25 PS di 2,1 litri e 25 HP di potenza. Questo veicolo fu la base per la sportiva WZ-Rennwagen da 2 litri e motore da 80 HP con coppia conica. Vennero vinte diverse corse con tale auto. La 8^ cronoscalata del 1924 Zbraslav-Jíloviště vide arrivare il pilota Jindrich Knapp al terzo posto dietro la Kompressor-Mercedes, alla cronoscalata di Karlsbaden, Knapp vinse su Vinzenz Junek su una Bugatti Type 35. Tra il 1924 al 1928 la serie P fu sviluppata in diverse motorizzazioni.
Nel 1922 Josef Walter lascia la sua azienda, contro alcuni scioperi e con il socio Košíře fonda un'azienda di ingranaggi. Il nome Walter rimane per la fabbrica di automobili. Il direttore generale divenne Teny Kumpera. In quegli anni vengono costruiti i primi motori aeronautici su licenza BMW, il sei cilindri raffreddato ad acqua W-III di 185 HP e il W-IV di 245 HP. Uno sviluppo originale Walter fu il cinque cilindri NZ di 60 HP, raffreddato ad aria. Fino al 1928 vennero costruite diverse automobili, autocarri e bus.
Tra il 1928 e il 1931 vennero costruite da F. A. Barvitius i modelli 4 B, 6 B, Standard, Super e Regent con potenze da 30 a 80 HP. Nel 1931 viene operativo un accordo di costruzione su licenza con Fiat, Walter fornisce motori d'aereo a Fiat e l'azienda può produrre la Fiat 514 sotto il marchio Walter Bijou e dal 1932 la Fiat 508 (Balilla) come Walter Junior in diverse motorizzazioni. Come ultimi modelli vengono prodotte le Walter Prinz e Walter Lord. La Junior SS fu una versione sportiva.
Negli anni '30 vennero prodotti diversi modelli di autocarri su licenza Junkers e Fiat. Un autobus con motore 7,5 litri Royal–Motor che poteva raggiungere i 120 km/h. Questo motore fu usato anche su veicoli antincendio.

### Walter Royal
Il modello di punta fu nel 1931 la Walter Royal con motore dodici cilindri. Venne chiamata la Rolls-Royce cecoslovacca. Venne costruita in soli cinque esemplari. All'epoca solo la francese Kumpera la rielaborò, altre furono la Hispano-Suiza, Gnôme et Rhône, Peugeot e una Bugatti. La Bugatti Royale ispirò la Walter Royal. Il 5,9 litri dodici cilindri a V con potenza di 88 kW a 3800/min. Il motore aveva valvole in testa, albero a gomiti centrale e, albero a camme con smorzatori e pompa dell'olio a ingranaggi. La trasmissione a catena muoveva pompe dell'acqua e dell'olio e il ventilatore. La carburazione era fatta con un carburatore Solex o con due carburatori. Il cambio era fornito dalla ZF Friedrichshafen AG, a quattro marce o in alternativa un Maybach-Motorenbau a tre marce ad azionamento pneumatico. I freni furono idraulici della Lockheed, con azionamento Bosch. L'ultima Royal venne consegnata nel 1933. I veicoli seguenti vennero prodotti solo su licenza Fiat.

## Modelli Walter
| Tipo     | Anno | Cilindri | Cilindrata cm³ | Potenza | Passo mm | Spur mm |
| -------- | ---- | -------- | -------------- | ------- | -------- | ------- |
| W-III    | 1913 | 4R SV    | 2600           | 26 PS   | 2600     | k. A.   |
| W-II     | 1913 | 4R SV    | 1840           | 20 PS   | 2570     | k. A.   |
| W-I      | 1913 | 4R SV    | 1240           | 14 PS   | 2560     | k. A.   |
| WZ       | 1919 | 4R SV    | 1540           | 18 PS   | 2760     | 1200    |
| WIZ      | 1920 | 4R OHV   | 1540           | 20 PS   | 2760     | 1200    |
| WIZI     | 1922 | 4R SV    | 2120           | 25 PS   | 2825     | 1200    |
| P-I      | 1924 | 4R OHV   | 1540           | 20 PS   | k. A.    | k. A.   |
| P-II     | 1924 | 4R OHV   | 1945           | 25 PS   | k. A.    | k. A.   |
| P-III    | 1925 | 4R OHV   | 1945           | 30 PS   | 3100     | 1400    |
| P-IV     | 1928 | 4R OHV   | 2300           | 35 PS   | 3100     | 1400    |
| 4-B      | 1928 | 4R OHV   | 1908           | 35 PS   | 2800     | 1380    |
| 6-B      | 1928 | 6R OHV   | 2860           | 60 PS   | 3300     | 1400    |
| Standard | 1930 | 6R OHV   | 2500           | 65 PS   | 3300     | 1400    |
| Super    | 1931 | 6R OHV   | 3257           | 70 PS   | 3600     | 1450    |
| Regent   | 1931 | 6R OHV   | 3257           | 80 PS   | 3600     | 1450    |
| Royal    | 1931 | 12V OHV  | 5874           | 120 PS  | 3700     | 1450    |

## Modelli su licenza Fiat
| Tipo      | Anno      | Cilindri | Cilindrata cm³ | Potenza | Passo mm | Spur mm | Derivazione |
| --------- | --------- | -------- | -------------- | ------- | -------- | ------- | ----------- |
| Bijou     | 1931      | 4 SV     | 1438           | 32 PS   | 2555     | 1220    | Fiat 514    |
| Junior    | 1932      | 4 SV     | 995            | 22 PS   | 2250     | 1220    | Fiat 508    |
| Junior S  | 1933      | 4 SV     | 995            | 30 PS   | 2250     | 1220    | Fiat 508    |
| Junior SS | 1933–1934 | 4 OHV    | 995            | 35 PS   | 2250     | 1220    | Fiat 508    |
| Princ     | 1933      | 6 SV     | 2491           | 60 PS   | 2775     | 1400    | Fiat 522    |
| Lord      | 1933      | 6 SV     | 2491           | 60 PS   | 2875     | 1400    | Fiat 522C   |

## Secondo dopoguerra
Dal 1945 al 1947 la Walter produsse solo un veicolo passeggeri, l'Aero Minor, bicilindrico due tempi e trazione anteriore.
Il veicolo ebbe un buon mercato e partecipò anche alla 24 Ore di Le Mans, al Rally di Monte Carlo e alla Bol–d'Or–Rennen.
Dal 1948 l'azienda si occupò solo di motori aeronautici e qualche produzione di auto su licenza fino agli anni cinquanta.
L'azienda fu statalizzata dal governo cecoslovacco e divenne Motorlet n.e. nel 1946.
Dopo lo scioglimento del Paese e il subentro della Repubblica Ceca, Motorlet assunse la denominazione di Walter a.s. (senza alcuna continuità con l'azienda precedente).